# Hymenoscyphus sulphuratus
Hymenoscyphus sulphuratus är en svampart som först beskrevs av Elias Fries, och fick sitt nu gällande namn av Van Vooren & Cheype 2008. Hymenoscyphus sulphuratus ingår i släktet Hymenoscyphus och familjen Helotiaceae.   Inga underarter finns listade i Catalogue of Life.